# Лопате (Подгорица)
Лопате је насељено мјесто у граду Подгорици у Црној Гори. Према попису из 2023. није било становника.

## Историја
По традицији са Лопата су се развила и раселила сва Васојевићка братства. На Лопатама живе васојевићка братства: Милошевићи, Ђукићи, Вешовићи и Поповићи. Са Лопата су поријеклом Караџићи који су емигрирали у Дробњак и даље о чему свједочи једно спомен обиљежје на улазу у село.
У Лопатама је рођен народни херој Миладин Поповић (1910—1945), револуциоинар и један од организатора Народноослободилачке борбе на Косову и Метохији.

## Географија
Како име овога села, тако и сви остали топографски називи, чисто су српски. У њему нема никаквих трагова који опомињу на Влахе, Арбанасе или на какво старије несрпско становништво прије Васојевића. Отуда не може бити сумње да су у овом селу одавно становали само Срби. Бар тако се мора мислити према именима мјеста и земљишних дјелова и према незнатним остацима старине, уколико се то у народу зна. Око села су главни топографски називи, на источној страни, брда: Пресјека, Рајичев Лаз, Ковачев Лаз, Вучић Брдо (које граничи са Верушом). Од њих се стаче Зауглина која иде средином села. Од Пресјеке се одваја један бријег, тзв. Осредак. Поред њега тече Жаборов поток, који отиче за Верушу. Од Рајчева Лаза па до Ковачева Лаза, спушта се опет једноставно, тзв. Дабетин Бријег, између Жаборова и између Ковачева Потока. Простор између Ковачева Лаза до Вучић Брда назива се Шиков Бријег. До њега је Оташев Бријег. На сјеверној страни су међусобно повезана брда: Вјетрошевице, Долак, Планиница, Пометено Гувно, Заивовик, Тодорин До и Мали Ивовик. Од Заивовика који је према Требешици, одваја се к селу бријег Запов Дуб, који се стрмо спушта к ријеци Зауглини страном Раскосине. Од ње се одваја Вукова Главица, на којој се познају трагови старих кућишта. Између Тодорина Дола и малог Ивовика, протиче речица Караџица. А од малог Ивовика спушта се постепено скроз до средине села бријег Металице. На западној страни налазе се брда Мали и Велики Ђуриловац.

## Демографија
У насељу Лопате живи 26 пунољетних становника, а просјечна старост становништва износи 54,7 година (49,6 код мушкараца и 59,1 код жена). У насељу има 12 домаћинстава, а просјечан број чланова по домаћинству је 2,50.
Ово насеље је углавном насељено Србима (према попису из 2003. године).
|  |

| Демографија | Демографија | Демографија |
| Година      | Становника  | Становника  |
| ----------- | ----------- | ----------- |
|             |             |             |
|             |             |             |
|             |             |             |
|             |             |             |
| 1948.       | 150         |             |
| 1953.       | 169         |             |
| 1961.       | 169         |             |
| 1971.       | 114         |             |
| 1981.       | 56          |             |
| 1991.       | 27          | 27          |
| 2003.       | 30          | 30          |
| 2011.       |             | 12          |

| Национални састав према попису из 2003.‍ | Национални састав према попису из 2003.‍ | Национални састав према попису из 2003.‍ | Национални састав према попису из 2003.‍ | Национални састав према попису из 2003.‍ |
| --------------------------------------- | --------------------------------------- | --------------------------------------- | --------------------------------------- | --------------------------------------- |
|                                         |                                         |                                         |                                         |                                         |
| Срби                                    | Срби                                    |                                         | 21                                      | 70,0%                                   |
| Црногорци                               | Црногорци                               |                                         | 9                                       | 30,0%                                   |

| Национални састав према попису из 2011.‍ | Национални састав према попису из 2011.‍ | Национални састав према попису из 2011.‍ | Национални састав према попису из 2011.‍ | Национални састав према попису из 2011.‍ |
| --------------------------------------- | --------------------------------------- | --------------------------------------- | --------------------------------------- | --------------------------------------- |
|                                         |                                         |                                         |                                         |                                         |
| Срби                                    | Срби                                    |                                         | 10                                      | 83,33%                                  |
| непознато                               | непознато                               |                                         | 2                                       | 16,67%                                  |

| Година пописа     | 1948. | 1953. | 1961. | 1971. | 1981. | 1991. | 2003. |
| ----------------- | ----- | ----- | ----- | ----- | ----- | ----- | ----- |
| Број домаћинстава | 34    | 35    | 42    | 25    | 16    | 9     | 12    |

| Број чланова      | 1  | 2 | 3 | 4 | 5 | 6 | 7 | 8 | 9 | 10 и више | Просек |
| ----------------- | -- | - | - | - | - | - | - | - | - | --------- | ------ |
| Број домаћинстава | 12 | 2 | 7 | 0 | 1 | 2 | 0 | 0 | 0 | 0         | 0      |

| Пол    | Укупно | Неожењен/Неудата | Ожењен/Удата | Удовац/Удовица | Разведен/Разведена | Непознато |
| ------ | ------ | ---------------- | ------------ | -------------- | ------------------ | --------- |
| Мушки  | 12     | 3                | 8            | 1              | 0                  | 0         |
| Женски | 16     | 4                | 8            | 4              | 0                  | 0         |
| УКУПНО | 28     | 7                | 16           | 5              | 0                  | 0         |

| Пол    | Укупно                    | Пољопривреда, лов и шумарство | Рибарство                            | Вађење руде и камена | Прерађивачка индустрија       |
| ------ | ------------------------- | ----------------------------- | ------------------------------------ | -------------------- | ----------------------------- |
| Мушки  | 3                         | 1                             | 0                                    | 0                    | 0                             |
| Женски | 0                         | 0                             | 0                                    | 0                    | 0                             |
| УКУПНО | 3                         | 1                             | 0                                    | 0                    | 0                             |
| Пол    | Производња и снабдевање   | Грађевинарство                | Трговина                             | Хотели и ресторани   | Саобраћај, складиштење и везе |
| Мушки  | 1                         | 0                             | 0                                    | 0                    | 0                             |
| Женски | 0                         | 0                             | 0                                    | 0                    | 0                             |
| УКУПНО | 1                         | 0                             | 0                                    | 0                    | 0                             |
| Пол    | Финансијско посредовање   | Некретнине                    | Државна управа и одбрана             | Образовање           | Здравствени и социјални рад   |
| Мушки  | 0                         | 0                             | 1                                    | 0                    | 0                             |
| Женски | 0                         | 0                             | 0                                    | 0                    | 0                             |
| УКУПНО | 0                         | 0                             | 1                                    | 0                    | 0                             |
| Пол    | Остале услужне активности | Приватна домаћинства          | Екстериторијалне организације и тела | Непознато            | Непознато                     |
| Мушки  | 0                         | 0                             | 0                                    | 0                    | 0                             |
| Женски | 0                         | 0                             | 0                                    | 0                    | 0                             |
| УКУПНО | 0                         | 0                             | 0                                    | 0                    | 0                             |